# Cidariophanes earina
Cidariophanes earina är en fjärilsart som beskrevs av Frederick H. Rindge 1983. Cidariophanes earina ingår i släktet Cidariophanes och familjen mätare. Inga underarter finns listade i Catalogue of Life.